# Reidar Kaas
Reidar Kaas (Christiania, 27 juli 1881 – 17 mei 1952) was een Noors zanger en acteur.

## Achtergrond
Reidar Kaas werd geboren binnen het gezin van handelaar Christian Oluf Andersen (1850-1890) en Aagot Theodosia Kaas (1854-1919). In 1906 trouwde hij met Eli Tandberg (12 maart 1885-1941), dochter van pandeigenaar Gudbrand Tandberg (1843-1904) en Caroline Kristine Cortsen. Het gezin vertrok naar de Verenigde Staten. Daar werden ten minste twee kinderen geboren Carl Knutinge (1907) en Reidar Kaas jr. In 1910 was het gezin was terug in Oslo. en voegden ze nog enkele kinderen aan het gezin toe.

## Muziek
In 1911, 1912 en 1913 ontving hij een studiebeurs (Houens legat). Kaas kreeg zangonderwijs van Raimond von Zur Mühlen in Londen en Ernesto Volli in Milaan. Na zijn opleiding zong hij in diverse Europese operahuizen, waaronder La Scala (1913 voor opera's van Giuseppe Verdi en Richard Wagner) in Milaan, het Teatro Carlo Felice in Genua, maar ook in Hamburg, Poznań en Londen. Van 1918 tot 1921 maakte hij deel uit van het operagezelschap van Opera Comique. Vanaf 1913 verschenen ook advertenties dat hij zanglessen gaf. Zijn stem is vastgelegd in een opname van Homocord van circa 1923. In 1937 was hij even op de Orkneyeilanden.
Hij was ook te bewonderen in een tweetal filmrollen. Hij speelde de rol van doktor Berner in de stomme film Paria uit 1916 en reizende prins in Fantegutten uit 1932, tevens zijn laatste rol.
Enkele optredens:
- 17 mei 1913: Kaas trad op met componist/pianist Eyvind Alnæs
- 7 september 1915: Kaas trad op in Tivoli
- 17 mei 1919: Kaas trad twee keer op in Tivoli (17 mei is een nationale feestdag in Noorwegen)
- 12 december 1925: Hij vertolkte Thor Wiken in Sjømannsbruden van Sigwardt Aspestrand, samen met Kirsten Flagstad als Ragnhild